# モンタゲ島

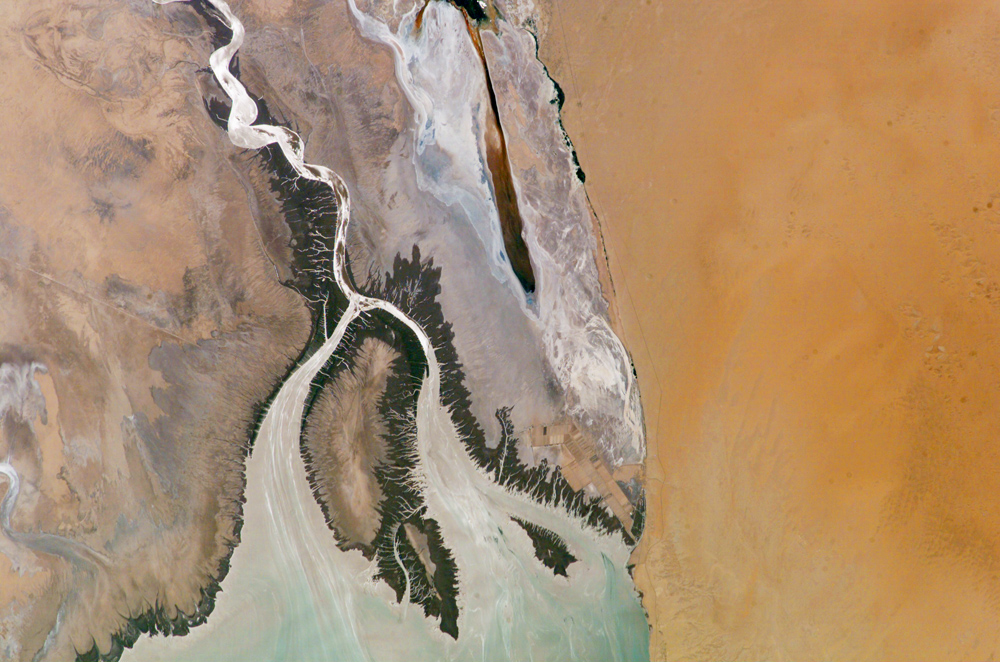
衛星画像(NASA) モンタゲ島は中央の大きな島

モンタゲ島（スペイン語: Isla Montague）はコロラド川河口部にある島。メキシコのバハ・カリフォルニア州メヒカリに属する。コロラド川デルタの一部であり、またソルトントラフと呼ばれる地域の一部でもある。最も広い部分で長さは約32kmある。
コロラド川デルタ地域は潮位の変動がひじょうに大きい地域の一つであり、もっとも潮位の高いときはモンタゲ島は完全に水没する。